# 靈魂歌手
《靈魂歌手》（英語：Soul Men）是一部美國的喜劇音樂劇，由馬爾科姆·D·李執導，山繆·傑克森、伯尼·麥克、莎朗·莉爾與肖恩·海斯主演，並於2008年11月7日發行。
這部片是伯尼‧麥克的最後一部電影演出（他於2008年8月9日過世），而艾萨克·海耶斯也在隔日（2008年8月10日）過世。 導演指出，這部電影因此經過了許多的編修，變成現在較為柔合的版本，作為對兩位演員的致敬。

## 劇情
路易斯（山繆‧傑克森飾）與弗洛依（伯尼‧麥克飾）曾經是同一支著名靈魂樂隊團員，卻因為意見不合，最後不歡而散，兩人從此不再連絡，音樂生涯也就此中斷。三十年後，由於樂團團長（約翰·傳奇）去世，兩人只好不情願地一同踏上前往紀念演出的旅程。克萊奧（莎朗‧莉爾），一名長期受到男朋友暴力相向的女子，作為樂團的歌手陪伴他們一起旅行。she is believed to be Floyd's daughter but is really Louis'. A few problems come their way, involving Cleo's wanna-be gangsta rapper boyfriend, Lester (Affion Crockett), Floyd's fling with Rosalee (Jennifer Coolidge) and a lot more leading up to their big performance at the Apollo Theater, and the duo reform a bond that they lost 30 years ago.

## 演員
- 山繆·傑克森
- 伯尼·麥克
- 莎朗·莉爾
- 肖恩·海斯

## 外部連結
- 開眼電影網上《靈魂歌手》的資料（繁體中文）
- 豆瓣电影上《靈魂歌手》的資料 （简体中文）
- 时光网上《靈魂歌手》的資料（简体中文）
- AllMovie上《靈魂歌手》的资料（英文）
- 爛番茄上《靈魂歌手》的資料（英文）
- Box Office Mojo上《靈魂歌手》的資料（英文）
- TCM电影资料库上《靈魂歌手》的资料（英文）
- Metacritic上《靈魂歌手》的資料（英文）
- About.com上《靈魂歌手 （页面存档备份，存于）》的資料（英文）
- 互联网电影数据库（IMDb）上《靈魂歌手》的资料（英文）